# Monte Vidon Corrado
Monte Vidon Corrado (en el dialecto fermano Monteidù o Montevidù; o más moderno como Montevidó) es una comuna italiana de 782 habitantes de la provincia de Fermo en Marche. La comuna recibe su nombre de Corrado, hijo de Fallerone I, señor de Falerone, que es recordado junto con su hermano Guidone por pasar a la historia al haber dado nombre a los dos castillos de Fermano, ligando sus propios títulos a la historia de Monte Vidon Corrado y Monte Vidon Combatte, que son dos comunidades de la provincia de Fermo.

## Evolución demográfica
| Gráfica de evolución demográfica de Monte Vidon Corrado entre 1861 y 2001 |
|                                                                           |
| Fuente ISTAT - Gráfica elaborada por Wikipedia                            |

## Cultura
Monte Vidon Corrado es la ciudad natal del célebre pintor Osvaldo Licini (1894-1958), donde aún se preserva su casa natal y que además es lugar del museo dedicado al pintor con sus mejores obras, y sus bocetos.

## Administración
- Alcalde:Andrea Scorolli
- Fecha de asunción:08/06/2009
- Partido: lista cívica
- Teléfono de la comuna: 0734 759348
- Email:cmvcorrado@libero.it